# Peter McCool
Peter McCool (16 de novembro de 1966) é um engenheiro britânico que atualmente é o diretor técnico do programa de Fórmula E da Lola Cars.

## Carreira
Em março de 1991, McCool ingressou na equipe de Fórmula 1 da McLaren como projetista de superfície aerodinâmica. De novembro de 1994 até novembro de 2005, ele trabalhou como engenheiro de projeto sênior para a McLaren, Toyota, Reynard e Airbus.
McCool ingressou na equipe da Super Aguri em novembro de 2005, passando a ocupar a função de projetista chefe da nova equipe de Fórmula 1 que ia começar a competir na categoria a partir da temporada de 2006. Ele permaneceu na equipe japonesa até junho de 2008, quando McCool foi obrigado a deixar a Super Aguri após ela encerra suas atividades devido a uma crise financeira.
Em abril de 2009, McCool foi contratado pela Lola Cars para trabalhar em seu projeto para ingressar na temporada da Fórmula 1 de 2010, este projeto fracassado da Lola foi implementado pelo então proprietário Martin Birrane. Apesar da Lola não ter conseguido entrar na categoria máxima do automobilismo mundial, McCool permaneceu trabalhando como projetista sênior na empresa até maio de 2012.
Em julho de 2013, ele ingrssou na equipe de Fórmula E da Team Aguri como seu diretor técnico, com McCool voltando a trabalhar para Aguri Suzuki e Mark Preston. Ele deixou a equipe japonesa dois anos depois, em julho de 2015.
McCool ingressou na equipe de Fórmula E da Mercedes em fevereiro de 2021 como seu chefe de projeto. Ele permaneceu no cargo após a equipe Mercedes-EQ Formula E Team ser transformada na NEOM McLaren Formula E Team no segundo semestre de 2022.
Em outubro de 2023, McCool foi contratado pela Alpine Labs, a divisão de tecnologia aplicada da equipe de Fórmula 1 da Alpine, onde foi engenheiro-chefe da célula de projeto especial. A Alpine Labs foi fechada em agosto de 2024, em meio a inúmeras mudanças na empresa após a saída de Bruno Famin e a chegada de Flavio Briatore como consultor executivo da equipe. A Alpine Labs foi uma divisão da Alpine F1 Team criada com o objetivo de comercializar as habilidades, pessoas, software, instalações e recursos da equipe francesa para o mundo industrial mais amplo.
Em 29 de agosto de 2024, foi anunciada que a nova fabricante da Fórmula E, a Lola Cars, havia recrutado McCool como seu diretor técnico para liderar seu departamento de projeto para seu retorno ao automobilismo internacional no final de 2024, quando a Lola formou uma parceria técnica com a Yamaha para fornecer trens de força para a equipe da Abt Sportsline, que foi renomeada para Lola Yamaha ABT a partir da temporada da Fórmula E de 2024–25. Para acomodar sua chegada, a Lola realizou uma pequena reorganização da equipe de bastidores, com McCool substituindo o experiente engenheiro de design das equipes de Fórmula 1 da Williams, McLaren e Toyota Mark Tatham — que foi mantido como consultor — e, passando a trabalhar com a alta gerência da empresa, incluindo o diretor administrativo Michael Wilson e o antigo parceiro de McCool nas equipes Aguri de Fórmula 1 e de Fórmula E, Mark Preston, que é o diretor de automobilismo da Lola. McCool assumiu seu novo cargo no dia 2 de setembro, onde basicamente assumiu as funções de Tatham.